# قضية الولايات المتحدة ضد الأميستاد
الولايات المتحدة ضد السفينة الشراعية أميستاد كانت قضية في المحكمة العليا للولايات المتحدة ناتجة عن تمرد الأفريقيين على متن السفينة الشراعية الإسبانية لا أميستاد في عام 1839. كانت قضية حرية غير مألوفة تضمنت قضايا وأحزابًا دولية، بالإضافة إلى قانون الولايات المتحدة الأمريكية. وصفها المؤرخ صموئيل ألين موريسون في عام 1969 بأنها أكثر القضايا القضائية المتعلقة بالعبودية أهمية قبل أن تتجاوزها قضية دريد سكوت عام 1857.
كانت السفينة الشراعية مبحرة على طول ساحل كوبا في طريقها إلى مرفأ لإعادة بيع العبيد. لكن العبيد الأفريقيين المنتمين إلى شعب الميندي، والذين خُطفوا من منطقة سيراليون في غرب أفريقيا وبيعوا كعبيد ونُقلوا إلى كوبا بشكل غير قانوني تمكنوا من فك قيودهم واستولوا على السفينة. قتل العبيد قبطان السفينة والطباخ، وهرب شخصان من طاقم السفينة على متن قارب للنجاة. أمر عبيد الميندي الفردين الباقيين من طاقم السفينة بتوجيهها نحو أفريقيا. لكن الطاقم خدعهم ووجه السفينة شمالًا خلال الليل. فيما بعد اقتربت سفينة لا أميستاد من ساحل الولايات المتحدة ووقعت تحت سيطرة دائرة الإيرادات البحرية للولايات المتحدة (التي تحولت فيما بعد إلى حرس السواحل الأمريكي) التي وضعتها رهن الاعتقال. أدت التغطية الإعلامية الواسعة للقضايا القضائية في المحاكم الفدرالية الأمريكية، ولاحقًا في المحكمة العليا للولايات المتحدة في واشنطن عام 1841، والتي ناقشت المسائل الدولية، إلى دعم الحركة الإبطالية المطالبة بإلغاء العبودية.
في عام 1840، وجدت محكمة دائرة فدرالية أن نقل الأفريقيين المخطوفين عبر المحيط الأطلسي على متن سفينة العبيد البرتغالية تيكورا مثل اعتداء على القوانين المتفق عليها ضد تجارة العبيد الدولية من قبل بريطانيا العظمى وإيرلندا، بالإضافة إلى إسبانيا والولايات المتحدة الأمريكية. حُكم أن العبيد المخطوفين تصرفوا كأحرار عندما قاتلوا للهروب من الاختطاف غير القانوني الذي وقعوا به. حكمت المحكمة بأن الأفريقيين امتلكوا الحق باتخاذ أي إجراء ضروري من أجل الحصول على الحرية، ومن ضمن هذه الحقوق استخدام القوة. تحت الضغط الدولي وضغط الولايات الجنوبية، طلب الرئيس الأمريكي مارتن فان بيورين عرض القضية أمام المحكمة العليا. أكدت المحكمة العليا بدورها على حكم محكمة الدائرة الفدرالية الدنيا في التاسع من مارس عام 1841، وصرحت إطلاق سراح الميندي، لكنها ألغت البند الذي أمرت به المحكمة الدنيا، والقاضي بإعادة المخطوفين إلى أفريقيا على نفقة الحكومة.
دبر داعمو هذا القرار سكنًا مؤقتًا للأفريقيين في مدينة فارمنغتون التابعة لولاية كونيتيكت الأمريكية، بالإضافة إلى تمويل كاف للسفر. في عام 1842 نُقل المختطفون الخمسة والثلاثون الذين أرادوا العودة إلى أفريقيا -بالإضافة إلى مبشرين أمريكيين مسيحيين- على متن سفينة إلى سيراليون.

## حقائق أساسية

### التمرد في البحر والاعتقال
في السابع والعشرين من يونيو عام 1839، انطلقت السفينة الإسبانية لا أميستاد (الصداقة) من مرفأ هافانا في كوبا (التي كانت مستعمرة إسبانية)، إلى مقاطعة بويرتو برينسيبي الكوبية أيضًا. كان قادة لا أميستاد هم قبطان السفينة رامون فيرر وخوسيه رويز وبيدرو مونتيز، جميعهم يحملون الجنسية الإسبانية. اصطحب فيرر برفقته العبد أنطونيو الذي كان خادمه الشخصي. كان رويز ينقل 49 عبدًا، إذ كلفه بنقلهم الجنرال الحاكم لكوبا. احتجز مونتيز 4 أفريقيين آخرين، وكانوا أيضًا موضوعين في أمانته من قبل الجنرال الحاكم. بما أن الرحلة تأخذ عادة 4 أيام، لم يأخذ الطاقم سوى مؤونة كافية لـ 4 أيام، غير آخذين الرياح العاصفة التي هبت في وجه السفينة الشراعية وأدت إلى إبطائها بعين الاعتبار. في الثاني من يوليو عام 1839، حرر أحد الأفريقيين المختطفين، والذي يدعى سينكي، نفسه وبقية الرهائن باستخدام أداة شحذ فولاذ وجدها في السفينة وأبقتها امرأة اقتيدت مثلهم على متن سفينة تيكورا (السفينة البرتغالية التي نقلتهم بشكل غير شرعي كعبيد من غرب أفريقيا إلى كوبا).
قتل الميندي طباخ السفينة المدعو سيليستينو، والذي أخبرهم أن الخاطفين كانوا ينوون قتل الرهائن وأكلهم بعد نفاد المؤونة. قتل الميندي القبطان فيرر، كما أن الاشتباك المسلح أدى إلى مقتل اثنين من الأفريقيين، وهرب بحاران على متن قارب النجاة. أبقى الميندي على حياة بحارين إسبانيين من أجل توجيه السفينة هما خوسيه رويز وبيدرو مونتيز، وذلك بشرط العودة بالسفينة شرقًا عبر المحيط الأطلسي إلى أفريقيا. أبقى المختطفون أيضًا على أنطونيو المنتمي إلى شعب الكريول الأفريقي، واستغلوه كمترجم لرويز ومونتيز.
خدع الطاقم الإسباني الأفريقيين ووجه لا أميستاد شمالًا على طول الساحل الشرقي للولايات المتحدة حيث رُصدت السفينة عدة مرات. ألقوا بعدها بالمرساة على بعد نصف ميل من لونغ آيلاند في نيويورك بتاريخ السادس والعشرين من أغسطس 1839 في منطقة كولودن بوينت.
نزل بعض الأفريقيين إلى الشاطئ من أجل إحضار الماء والمؤونة من قرية مونتاوك حيث اكتشفت سفينة يو إس إس واشنطن التابعة لدائرة الإيرادات البحرية الأمريكية وجود السفينة. لاحظ الملازم توماس آر. غيدني قائد السفينة المعترضة التابعة لإيرادات البحرية وجود الأفريقيين على الشاطئ، ووضع بمساعدة ضباطه وطاقمه سفينة لا أميستاد والأفريقيين المسيطرين عليها.
بعد أخذ المعتقلين إلى مرفأ لونغ آيلاند ساوند في نيو لندن التابعة لولاية كونيتيكت، قدم طلبًا مكتوبًا إلى المسؤولين يدعي فيه حق الملكية تحت قانون الأميرالية الدولية للسفينة وبضاعتها والأفريقيين على متنها. يقال أن غيندلي اختار الرسو في كونيتيكت لأن العبودية كانت ما تزال مسموحة عمليًا هناك تحت القانون التدريجي للولاية، بعكس ولاية نيويورك المجاورة. أمل الملازم بالاستفادة من بيع الأفريقيين، ونقل المعتقلين إلى حجز محكمة مقاطعة كونيتيكت الأمريكية، وفي ذلك الوقت بدأت الإجراءات القانونية.

## تبعات الحدث وأهميته
رحب الأفريقيون بقرار المحكمة العليا القاضي بتحريرهم. أخذ أنصار الإبطالية الناجين (36 رجلًا وفتى وثلاث فتيات) إلى قرية فارمنغتون التي كانت تعتبر «محطة مركزية كبيرة» في شبكة طرق هروب العبيد. وافق السكان على استقبال الأفريقيين ريثما تصبح إعادتهم إلى بلادهم ممكنة. قبلت بعض المنازل استقبال الأفريقيين، كما أمن المناصرون مخيمات إيواء لهم.
علمت لجنة أميستاد الأفريقيين اللغة الإنجليزية والديانة المسيحية، وجمعت الأموال من أجل دفع تكاليف إعادتهم. كان أحد المبشرين يدعى جيمس ستيل، وهو خريج من جامعة أوبرلين عمل سابقًا كفرد من متمردي لين. انضم ستيل عام 1841 إلى مهمة أميستاد القاضية بإعادة العبيد المحررين إلى أفريقيا وبدء مشروع تبشيري هناك. لكنه اكتشف بعد فترة قريبة أن رهائن أميستاد كانوا ينتمون إلى سبع قبائل مختلفة بعضها في حالة حرب مع الأخرى. كما كان جميع زعماء هذه القبائل تجار عبيد سمحوا بإعادة استعباد المحررين. أدت هذه المعطيات الجديدة إلى قراره بأن المهمة التبشيرية يجب أن تبدأ في سيراليون تحت حماية المستعمرين البريطانيين.
في عام 1842، عاد تسعة وثلاثون أفريقيًا ناجيًا برفقة عدد من المبشرين إلى سيراليون، وأسس الأمريكيون مهمة تبشيرية في مينديلاند. أسس عدد من أعضاء لجنة أميستاد اتحاد المبشرين الأمريكيين، وهو منظمة إنجيلية استمرت في دعم مهمة ميندي. بقيادة عدد من المبشرين السود والبيض ينتمون بمعظمهم إلى المذهبين المشيخي البروتستانتي والأبرشاني. نشط هذا الاتحاد في مجال العمل مع مناصري الإبطالية في الولايات المتحدة وفي تعليم السود، راعيًا ومؤسسًا لجامعة هاورد من بين عدد من المعاهد العلمية الأخرى. بعد الحرب الأهلية الأمريكية أسس هذا الاتحاد العديد من المدارس والجامعات الداعمة للحرية في [[جنوب الولايات المتحدة|الجنوب الأمريكي.[بحاجة لمصدر]]]